# Арктическая политика России

У России есть обширная заявка на морское дно в Арктическом регионе. Большая розовая зона отражает текущую заявку на расширение континентального шельфа России

Арктическая политика России включает внутреннюю и внешнюю политику Российской Федерации в отношении российского региона Арктики. Российский регион Арктики определяется в «Политике российской Арктики» как все российские владения, расположенные к северу от Полярного круга (1/5 территории России). Россия является одной из пяти стран, граничащих с Северным Ледовитым океаном. Три самых крупных российских города Заполярья — Мурманск (около 260 тыс. человек), Норильск (свыше 170 тыс. человек) и Воркута (около 60 тыс. человек).
Основными целями России в её арктической политике являются: использование природных ресурсов Арктики, защита её экосистем, использование морей как транспортной системы в интересах России и обеспечение её сохранения в зоне мира и сотрудничества. В настоящее время Россия поддерживает военное присутствие в Арктике и планирует его улучшить, а также усилить присутствие пограничной охраны и береговой охраны. На протяжении веков Арктика использовалась Россией для судоходства и рыболовства ради своей экономической выгоды. Россия планирует использовать крупные месторождения морских ресурсов в Арктике. Северный морской путь имеет особое значение для России для транспортировки, и Совет Безопасности России рассматривает проекты для его развития. Совет Безопасности также заявил о необходимости увеличения инвестиций в арктическую инфраструктуру.
Россия проводит обширные исследования в Арктическом регионе, в частности пилотируемые дрейфующие ледовые станции и экспедицию «Арктика-2007», которая первой достигла морского дна на Северном полюсе. Исследование частично направлено на поддержку территориальных претензий России, в частности тех, которые связаны с расширенным континентальным шельфом России в Северном Ледовитом океане.
15 мая 2021 года Председателем Правительства Российской Федерации Михаилом Мишустиным утверждена Концепция председательства России в Арктическом совете в 2021—2023 годах и план мероприятий.
Концепция направлена на реализацию задач, поставленных Президентом России Владимиром Путиным в Основах государственной политики России в Арктике и Стратегии развития Арктической зоны Российской Федерации и обеспечения национальной безопасности на период до 2035 года. В их числе — закрепление за Арктическим советом роли ключевого регионального объединения, координирующего международную деятельность в регионе, а также укрепление добрососедских отношений с арктическими государствами на двусторонней основе и в рамках многосторонних региональных форматов сотрудничества.
План мероприятий включает организацию работы старших должностных лиц Арктического совета, налаживание экономического сотрудничества, проведение мероприятий экологического характера (изменение климата, борьба с загрязнением микропластиком), решение вопросов, связанных с развитием человеческого капитала.

## География
| Map showing the Kara Sea. · Map showing the East Siberian Sea. |

Арктическая зона Российской Федерации (АЗРФ) имеет площадь около 9 млн км2, здесь проживает более 2,5 млн человек, что составляет менее 2 % населения страны и около 40 % населения всей Арктики. При этом в АЗРФ создаётся 12—15 % ВВП страны, обеспечивается около четверти экспорта России.
Минэкономразвития России определило восемь зон поддержки Арктики, на которых будут сосредоточены фонды и проекты, с целью содействия экономическому потенциалу Северного морского пути, обеспечивая при этом, чтобы российское присутствие не ограничивалось добычей ресурсов.
России в Арктике принадлежит остров Колгуев, Северная Земля, Новая Земля, Земля Франца-Иосифа, остров Врангеля, Новосибирские острова и другие. Кроме того, в российскую арктическую зону входят полностью или частично территории Республики Саха (Якутия), Мурманской и Архангельской областей, Ненецкого, Ямало-Ненецкого и Чукотского автономных округов, а также Таймырский полуостров.

## История

Карта побережья Арктики, исследованная русскими экспедициями с 1734 по 1871 год

Освоением берегов Баренцева и Карского морей начиная с XI века занимались новгородцы. С XI по XVI века русские прибрежные жители Белого моря или поморы постепенно исследовали другие части арктического побережья, вплоть до рек Обь и Енисей.
Систематическое освоение Россией арктических территорий началось в XVII веке в ходе покорения Сибири.
В начале XVII века была основана Мангазея, крупнейший русский торговый город в арктическом регионе. Русские землепроходцы, исследовали берега Арктики речными путями. Михаил Стадухин достиг реки Колымы в 1644 году. Иван Москвитин открыл Охотское море в 1639 году, а Федот Попов и Семён Дежнёв обнаружили пролив между Азией и Америкой в 1648 году.
В XVIII веке началось научное изучение Арктики. Витус Беринг исследовал Камчатку в 1728 году, а помощники Беринга Иван Фёдоров и Михаил Гвоздев обнаружили Аляску в 1732 году. Важной вехой в исследовании Арктики сыграла Великая Северная экспедиция, которая продолжалась с 1733 по 1743 год, и была одним из крупнейших геологоразведочных предприятий в истории, организованным и возглавляемым Витусом Берингом, Алексеем Чириковым и рядом других крупных исследователей. Партия экспедиции, лично возглавляемая Берингом и Чириковым, открыла южную Аляску, Алеутские острова и Командорские острова, а партии во главе с Степаном Малыгиным, Дмитрием Овциным, Фёдором Минином, Семёном Челюскиным, Василием Прончищевым, Харитоном Лаптевым и Дмитрием Лаптевым арктического побережья России (от Белого моря в Европе до устья реки Колымы в Азии). Экспедиция позволила создать первую подробную карту российской Арктики.
В начале XX века Гидрографическая экспедиция русского флота, организованная с целью разработки и освоения Северного морского пути исследовала архипелаг Северная Земля и остров Врангеля.
Впервые Россия заявила о своих правах на арктические территории в 1916 году. Министерство иностранных дел направило зарубежным государствам ноту о включении в состав своей территории всех земель, расположенных к северу от азиатского побережья Российской Империи. СССР в меморандуме Народного комиссариата иностранных дел от 4 ноября 1924 года, направленном всем государствам, подтвердил положения ноты 1916 года о принадлежности РСФСР всех земель и островов, составляющих северное продолжение Сибирского материкового плоскогорья.
Вопрос о границах советской арктической зоны был урегулирован в постановлении Президиума ЦИК СССР от 15 апреля 1926 года. «Об объявлении территорией СССР земель и островов, расположенных в Северном Ледовитом океане». Документ устанавливал, что «территорией Союза ССР являются все как открытые, так и могущие быть открытыми в дальнейшем земли и острова, расположенные в Северном Ледовитом океане к северу от побережья СССР до Северного полюса в пределах между меридианом 32 градуса 4 мин. 35 сек. восточной долготы от Гринвича, проходящим по восточной стороне Вайда-губы через триангуляционный знак на мысу Кекурском, и меридианом 168 градусов 49 мин. 30 сек. западной долготы от Гринвича, проходящим по середине пролива, разделяющего острова Ратманова и Крузенштерна группы островов Диомида в Беринговом проливе». Постановление делало исключение для земель и островов, принадлежность которых иностранным государствам была ранее признана советским правительством (например архипелаг Шпицберген).
В 1979 году СССР уточнил восточные границы своих полярных владений с «168 градусов 49 мин. 30 сек.» на «168 градусов 58 мин. 49,4 сек.»
1 октября 1987 года Михаил Горбачёв выступил с Мурманской инициативой с указанием шести целей внешней политики СССР в Арктике: создать безъядерную зону в Северной Европе; уменьшить военную активность в Балтийском, Северном, Норвежском и Гренландском морях; сотрудничать в области развития ресурсов; сформировать международную конференцию по координации научных исследований в Арктике; сотрудничать в области охраны окружающей среды и управления ими; и открыть Северный морской путь.
5 марта 2020 г. Президент Российской Федерации Владимир Путин Указом № 164 утвердил «Основы государственной политики в Арктической зоне до 2035 г». определяющие цели, направления, задачи, а также механизмы реализации политики России в Арктике.
Указом определены главные национальных интересы России в Арктике:
- международные и военные вопросы (обеспечение суверенитета и территориальной целостности России, сохранение Арктики как территории мира, стабильного и взаимовыгодного партнерства);
- экономические проблемы (обеспечение высокого качества жизни и благосостояния населения, развитие Арктической зоны в качестве стратегической ресурсной базы и её рациональное использование в целях ускорения экономического роста страны);
- развитие Северного морского пути в качестве конкурентоспособной национальной транспортной артерии Российской Федерации;
- проблемы экологии и жизни коренных малочисленных народов.

Также Указом определены основные направления реализации государственной политики в Арктике:
- социальное и экономическое развитие АЗРФ, а также развитие её инфраструктуры;
- развитие науки и технологий в интересах освоения Арктики;
- охрана окружающей среды и обеспечение экологической безопасности;
- развитие международного сотрудничества;
- обеспечение защиты населения и территорий от чрезвычайных ситуаций природного и техногенного характера;
- обеспечение общественной безопасности в российской Арктике;
- обеспечение военной безопасности;
- защита и охрана государственной границы[4].

## Территориальные претензии

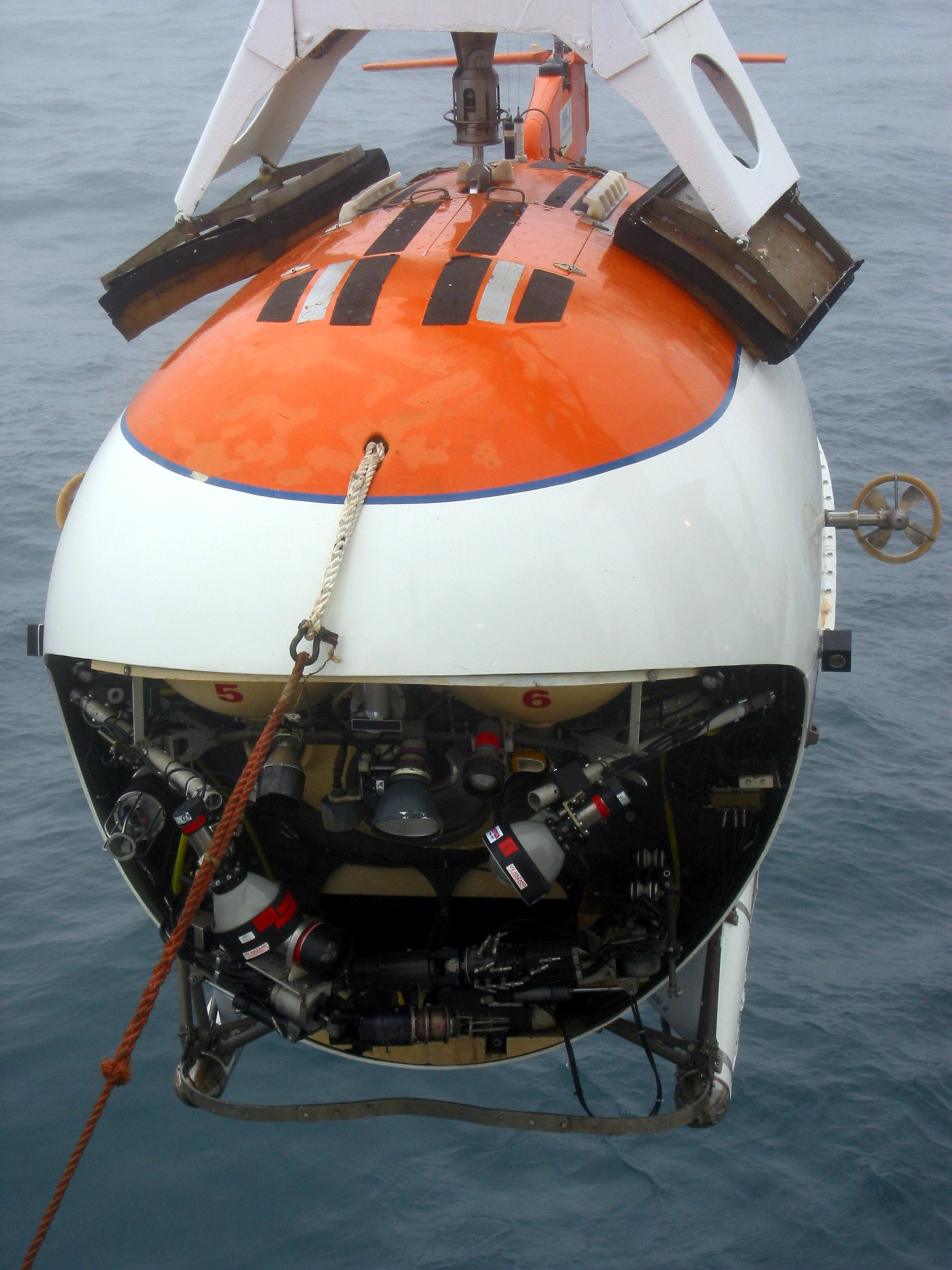
Глубоководные аппараты «Мир» использовались в экспедиции «Арктика-2007» на Северный полюс

Современные российские территориальные претензии в Арктике официально относятся к 15 апреля 1926 года, когда СССР потребовал земли между 32°04’35" в. д. и 168°49’30" з. д. Однако эта претензия касается только островов и земель в этом регионе. Первая морская граница между Россией и Норвегией, с Варангер-фьордом, была подписана в 1957 году. Однако напряжённость вновь возникла после того, как в 1960-х годах обе страны предъявили претензии на континентальный шельф. В 1970-х годах начались неофициальные переговоры об определении границы в Баренцевом море для урегулирования различных претензий, поскольку Россия хотела, чтобы граница была прямой, идущей прямо к северу от материка, на 67 000 квадратных миль (170 000 км²) больше, чем у неё. 15 сентября 2010 года министры иностранных дел Йонас Гар Стёре (Норвегия) и Сергей Лавров (Россия) подписали договор, который фактически разделил спорную территорию пополам между двумя странами, а также согласились на совместное управление ресурсами в том регионе, где перекрываются национальные секторы. Обе страны уже совместно управляют рыбными промыслами в Баренцевом регионе после Соглашения о серых зонах 1978 года, которое ежегодно обновляется с момента его подписания.
12 марта 1997 года Россия ратифицировала Конвенцию ООН по морскому праву (ЮНКЛОС), которая позволила странам предъявлять претензии на расширение своих континентальных шельфов. В соответствии с ЮНКЛОС, Россия 20 декабря 2001 года подала заявку в Комиссию ООН по границам континентального шельфа (CLCS) на расширение континентального шельфа за пределами своей исключительной экономической зоны на 200 миль (320 км). Россия утверждала, что две подводные горные цепи — хребты Ломоносова и Менделеева — в российском секторе Арктики являются продолжениями Евразийского континента и, следовательно, частью российского континентального шельфа. CLCS ООН не подтвердила и не отклонила претензию, а попросила Россию представить дополнительные данные для обоснования своей претензии. Россия представит дополнительные данные в CLCS в 2012 году.

В августе 2007 года российская экспедиция «Арктика-2007» под руководством Артура Чилингарова установила российский флаг на морском дне на Северном полюсе. Это было сделано в ходе научных исследований, чтобы обосновать подачу заявки на расширенный континентальный шельф России в 2001 году. Пробы камней, грязи, воды и растений на морском дне были собраны и привезены в Россию для научных исследований. Министерство природных ресурсов России заявило, что образцы дна, собранные в экспедиции, аналогичны найденным на континентальных шельфах. Россия использует это для обоснования своего утверждения о том, что хребет Ломоносова в своём секторе является продолжением континентального шельфа, который простирается от России, и что Россия имеет законные претензии на это дно. США и Канада отклонили посадки флага как чисто символические и юридически бессмысленные. Министр иностранных дел России Сергей Лавров согласился, сказав репортёрам: «Цель этой экспедиции — не застолбить права России, а доказать, что наш шельф простирается к Северному полюсу». Он также подтвердил, что вопросы арктической территории «могут решаться исключительно на основе международного права, Международной конвенции по морскому праву и в рамках механизмов, которые в соответствии с ним были созданы для определения границ государств, которые имеют континентальный шельф». В другом интервью Сергей Лавров сказал: 
«Меня искренне удивило заявление канадского коллеги о том, что кто-то разбрасывается флагами. Никто флагами не разбрасывается. Так делали все первооткрыватели. Когда исследователи достигают какой-то точки, которая никем не исследована, оставляют флаги. Так было и на Луне, между прочим».
Министры иностранных дел и другие официальные лица Канады, Дании, Норвегии, России и США встретились в Илулиссате (Гренландия) в мае 2008 года на Конференции по Северному Ледовитому океану и приняли Илулиссатскую декларацию. Среди прочего декларация заявила, что любые вопросы демаркации в Арктике должны решаться на двусторонней основе между участвующими сторонами.
В августе 2015 года Россия направила в комиссию ООН повторную заявку на расширение границ континентального шельфа в Северном Ледовитом океане на 1,2 миллиона квадратных километров для присоединения хребта Ломоносова и других участков морского дна, в том числе поднятия Менделеева, котловины Подводников, южной оконечности хребта Гаккеля и зоны Северного полюса.
В 2019 году подкомиссия ООН признала геологическую принадлежность части территорий Арктики, площадью 1,2 миллиона км², к продолжению континентального шельфа России. Речь идёт о шельфе российских арктических окраинных морей, части Евразийского бассейна (котловины Нансена и Амундсена и хребет Гаккеля) и центральной части Амеразийского бассейна, которая включает в себя котловину Макарова и комплекс Центрально-Арктических подводных поднятий.

## Военное присутствие

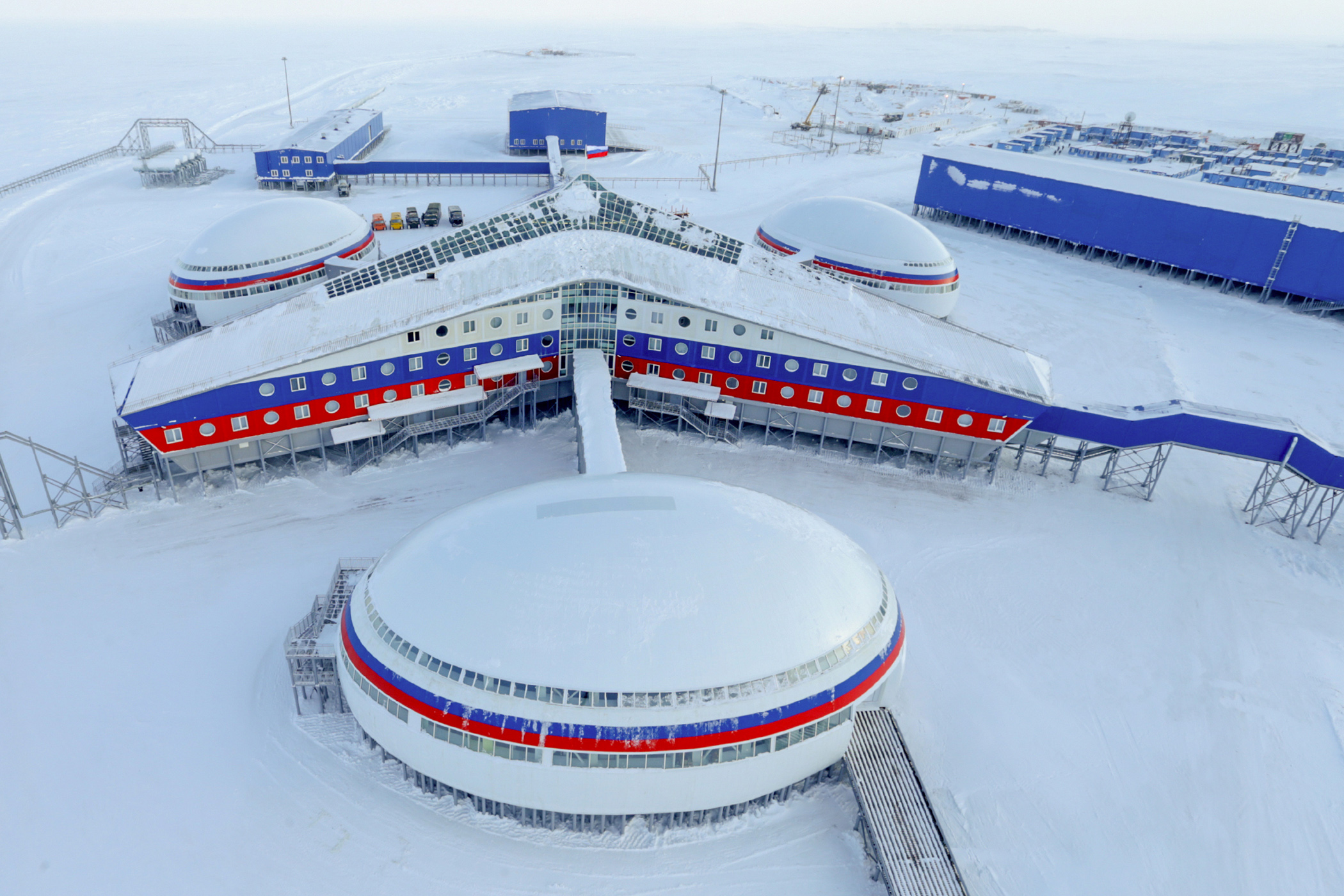
Военная база «Арктический трилистник». Земля Франца-Иосифа

Часть нынешней арктической политики России включает поддержание военного присутствия в регионе и с середины 2010-х Россия начала восстановление военной инфраструктуры в Арктике. 
Командующий Северным флотом адмирал Владимир Королёв подчеркнул в интервью, что для России Арктика является важнейшей ресурсной базой XXI века и имеет стратегическое значение. По словам адмирала, обороне шельфа арктических морей, Северного морского пути и северо-западного прохода в нынешних условиях придаётся особое значение, с учётом того, что «силы Северного флота ранее были сконцентрированы в западной части Арктического региона, а операционная зона флота ограничивалась меридианом, проходящим по восточной оконечности полуострова Таймыр».
В 2014 году для защиты российских интересов в Арктике, на базе Северного флота было создано Объединённое стратегическое командование «Северный флот»;
в состав объединённого командования входят подводные и надводные силы, морская авиация, береговые войска и ПВО.
В 2014 году на острове Врангеля открыта база «Полярная звезда»; 
в 2015 году был открыта военная база «Арктический трилистник» на архипелаге Земля Франца-Иосифа; 
в 2016 году введена в эксплуатацию база «Северный Клевер» на архипелаге Новосибирские острова.
Государства НАТО, по мнению Рейтер, осознают превосходство России в Арктике. Издание заметило, что c 2005 года РФ вновь открыла десятки арктических военных баз советской эпохи, модернизировала свой военно-морской флот и разработала новые гиперзвуковые ракеты, предназначенные для уклонения от датчиков и средств защиты США. Четыре арктических эксперта Reuters заявили, что Западу потребуется не менее 10 лет[когда?], чтобы догнать российских военных в регионе. Генерал Глен ВанХерк заявил на слушаниях в Сенате, что США необходимо лучше знать арктическую «сферу», чтобы обнаруживать и реагировать на российские возможности для запуска современных ракет.
«В настоящее время военный баланс в Арктике сильно смещен в сторону России», — сообщил Колин Уолл, научный сотрудник Центра стратегических и международных исследований в Вашингтоне. Согласно данным, собранным Международным институтом стратегических исследований (IISS) и агентством «Рейтер», российские базы за Полярным кругом примерно на треть превосходят базы НАТО.
По данным IISS — из 11 российских подводных лодок, способных запускать ядерное оружие большой дальности для использования в полномасштабной ядерной войне, восемь базируются на арктическом Кольском полуострове.
В декабре 2022 года Генеральный секретарь НАТО Йенс Столтенберг сообщил о том, что Россия продолжает расширять свои военные базы в арктическом регионе. Он заявил о значительном наращивании военной мощи РФ на Крайнем Севере и открытии старых советских баз и военных объектов, а также испытании нового оружия в Арктике и на Крайнем Севере. По информации CNN за 2022 год ряд российских взлетно-посадочных полос и радиолокационных баз, включая способные обнаруживать самолеты-невидимки, были существенно улучшены. Военный чиновник в интервью изданию заявил, что военные объекты РФ в Арктике всегда находятся в состоянии высокой боевой готовности.

## Исследование

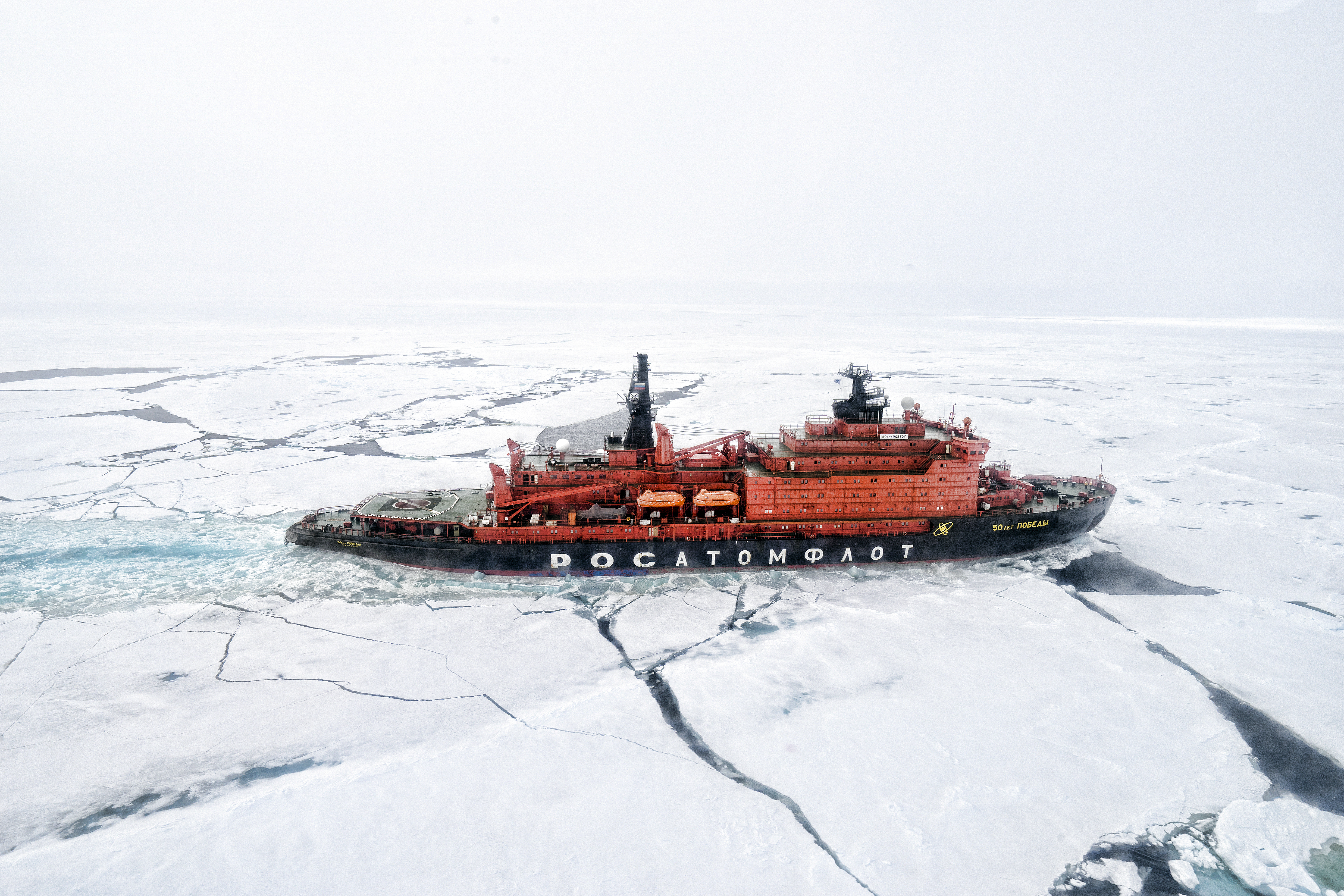
Россия остаётся единственной в мире страной, обладающей флотом атомных ледоколов. Они активно используются для сопровождения грузовых и других судов по Северному морскому пути

В течение десятилетий Россия проводила исследования в Арктике. Страна является единственной, в которой используются дрейфующие станции — исследовательские объекты, сезонно развёрнутые на дрифтерном льду, а также другие исследовательские станции в своей арктической зоне. Первая дрейфовая станция, Северный полюс-1, была создана 21 мая 1937 года Советским Союзом. Среди других тем российские исследования были сосредоточены на морском дне Арктики, морской жизни, метеорологии, разведке и природных ресурсах. Недавние исследования также сосредоточили внимание на изучении хребта Ломоносова для сбора доказательств, которые могли бы укрепить территориальные претензии России к морскому дну в этом регионе в российском секторе Арктики.
Дрейфующая станция «Северный полюс-38» была создана в октябре 2010 года. В июле 2011 года ледокол «Россия» и научно-исследовательский корабль «Академик Федоров» начали проводить сейсмические исследования к северу от Земли Франца-Иосифа, чтобы найти доказательства для поддержки территориальных претензий России в Арктике. Академик Федоров и ледокол «Ямал» прошли аналогичную миссию годом ранее. Экспедиция «Лена-2011», совместный российско-германский проект во главе с Йорном Тиедом, летом 2011 года отправилась в море Лаптевых и Лены.

## Экономика

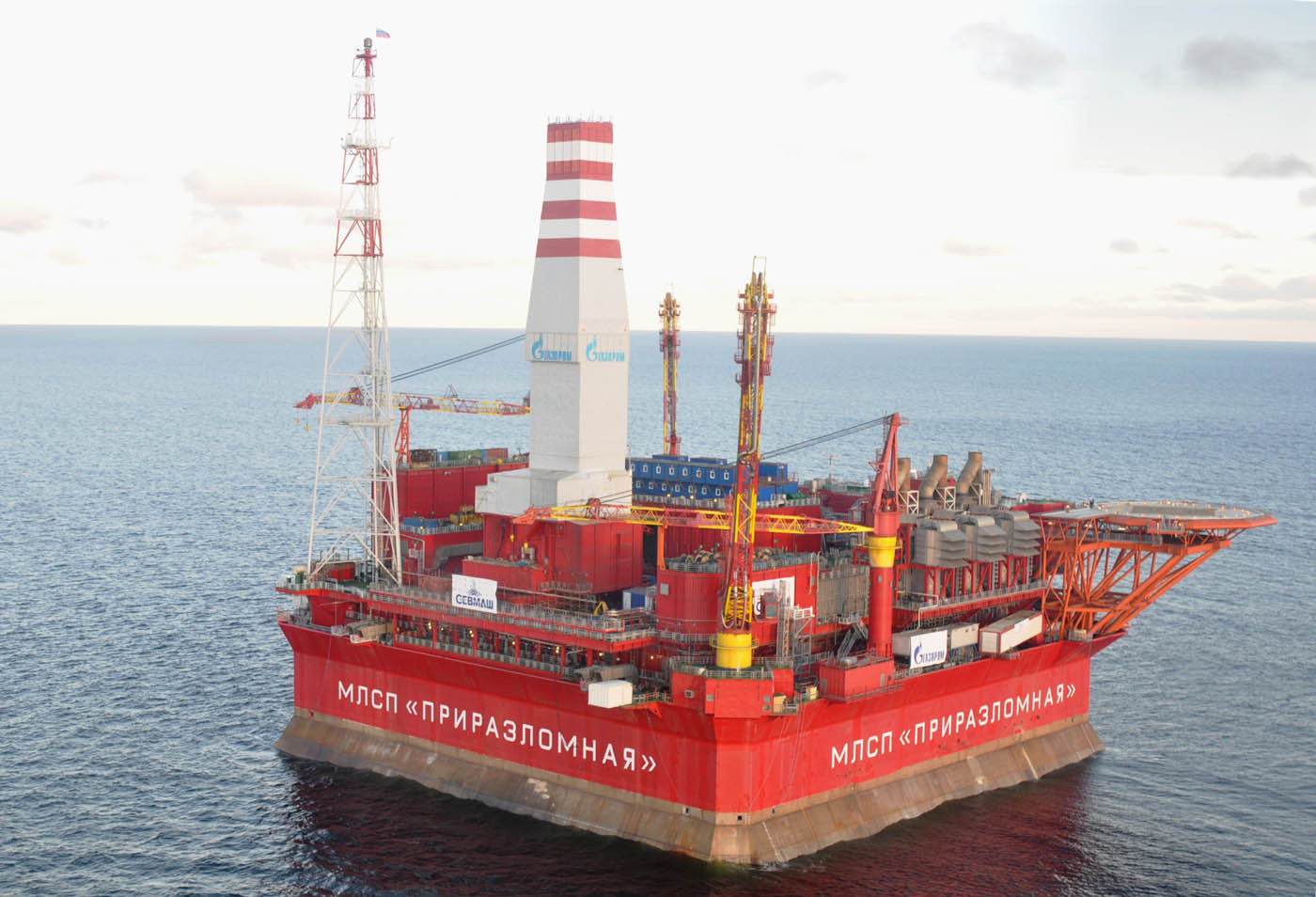
Нефтяная платформа «Приразломная» в Печорском море

Экономическая ситуация в Арктике сильно отличается от других регионов страны. В регионе производится продукция, обеспечивающая около 11 % национального дохода России (при доле проживающего здесь населения в 1 %) и до 22 % объёма общероссийского экспорта. В основном она состоит на добыче природных ресурсов; в то же время рыболовство, охота, собирательство и скотоводство продолжают играть существенную роль в жизни коренных народов.
Регионы Арктики находятся в сильной зависимости от страны. Значительная часть продуктов общего потребления обеспечивается за счёт финансовых средств правительства РФ. Позиция Арктики в экономике страны асимметрична: отсюда экспортируются большие объёмы сырья, а ввозятся в основном готовые продукты, необходимые для удовлетворения потребностей населения.
Россия делает самые крупные ставки в регионе на добычу и переработку полезных ископаемых в промышленных масштабах.
В Российских регионах Арктики находятся крупные месторождения золота, алмазов, никеля и олова. На территории Ямало-Ненецкого и Ханты-Мансийского автономных округов находятся основные центры добычи нефти и газа.
Из-за развития добывающей промышленности, в некоторых регионах повысилось социальное развитие региона: были построены дороги, порты, аэропорты. Организованы службы перевозки продуктов, торговля в розницу и домостроение.
Наравне с добывающей промышленностью основное направление в экономике Арктики занимает рыболовство. Данный сектор экономики является источником рабочих мест не только для рыбаков, но и для продавцов, перерабатывающих предприятий и заводов а также экспортеров Основные виды рыб промыслового значения — навага, сайда, палтус, морской окунь, мойва, сельдь, зубатка и несколько разновидностей трески.
Коренное население занимается рыболовством, что приносит им пищу и доход. Некоторые северные народы продолжают добывать китов и тюленей.
Из-за малого производства товаров в Арктике, они в основном импортируются. В отдельных регионах, таких как Кольский полуостров, обрабатываются и подготавливаются на экспорт минералы.
Ещё одно крупное экономическое направление в Арктике — развитие образования, здравоохранения, управления и частного бизнеса в регионе.
С 1 августа 2021 года в рамках «Стратегии развития Арктической зоны России и обеспечения национальной безопасности до 2035 года» по программе «Арктический гектар» жители арктических районов России начали получать в безвозмездное пользование земельные участки площадью до 1 гектара. На 17 августа 2021 года при подсчёте совместно с преференциальными режимами хозяйствования на Дальнем Востоке создано около 2,7 тыс. предприятий и 180 тыс. человек.
22 ноября 2022 года президент России Владимир Путин на церемонии принятия в состав флота атомного ледокола проекта 22220 «Урал», сообщил, что другой ледокол «Якутия» будет передан флоту в 2024 году. Оба судна, по словам президента, являются частью масштабной системной работы по переоснащению и пополнению отечественного ледокольного флота, по укреплению статуса России как великой арктической державы. Новые универсальные атомные ледоколы проекта 22220, построены на Балтийском заводе в Санкт-Петербурге по заказу Росатома, являются самыми большими и мощными в мире. Ещё одно судно этой серии «Чукотка» будет сдано в 2026 году. В 2027 году на судоверфи «Звезда» завершится строительство сверхмощного атомного ледокола «Россия» проекта «Лидер», аналогов которому в мире не существует. Владимир Путин заметил, что суда такого высокого ледового класса имеют для России стратегическое значение: они необходимы для освоения Арктики, обеспечения устойчивого судоходства, увеличения перевозок по Северному морскому пути. При этом, сообщил глава государства, соблюдение сроков при строительстве атомных ледоколов играет ключевое значение для изучения Арктики.
По информации премьер-министра РФ Михаила Мишустина, с помощью механизмов государственной поддержки в российской зоне Арктики было запущено около тысячи проектов общей стоимостью 2 трлн частных инвестиций. C 2025 по 2028 год на социальную транспортную и городскую инфраструктуру региона будет выделено 4,5 млрд рублей.
По программе Арктической ипотеки для покупки жилья под 2% годовых было почти 8 тысяч кредитов, среди них в Архангельской области — 4532 , Красноярском крае —1961, Мурманской области — 682. По словам Михаила Мишустина, к октябрю 2024 года более 9 тыс. россиян получили землю в рамках программы «Арктический гектар».